# مسجد اسد محله
مسجد اسد محله مربوط به دوره معاصر است و در شهرستان فومن، شهرک تاریخی ماسوله واقع شده و این اثر در تاریخ ۲۵ اسفند ۱۳۸۰ با شمارهٔ ثبت ۵۳۰۱ به‌عنوان یکی از آثار ملی ایران به ثبت رسیده است.